# Gårdstånga
Gårdstånga es una localidad situada en el municipio de Eslöv, en el condado de Escania, al sur de Suecia. Según datos de 2010, tenía una población de 343 habitantes.

## Historia y patrimonio
Gårdstånga es una comunidad antigua, ubicada junto al puente sobre el río Kävlingeån, a lo largo de la antigua ruta que conecta Malmö con Kristianstad. Se cree que ha estado habitada desde el siglo X.
Durante mucho tiempo, la carretera europea E66 pasaba directamente por el pueblo, hasta que en 1984 se construyó una variante que la rodea.
La iglesia de Gårdstånga data del siglo XIII. Entre sus elementos destacables se encuentran el púlpito (1612), el retablo (1612) y la pila bautismal (1621), todos ellos obra del escultor y tallador danés Jakob Kremberg, quien fue un destacado artista eclesiástico en Escania durante el reinado de Cristián IV de Dinamarca y Noruega.
En los alrededores se encuentra un túmulo funerario de la Edad del Bronce, conocido en sueco como gravhög (del nórdico antiguo haugr, que significa "montículo"). Este tipo de sepultura indica la presencia de asentamientos humanos en la región desde épocas prehistóricas.

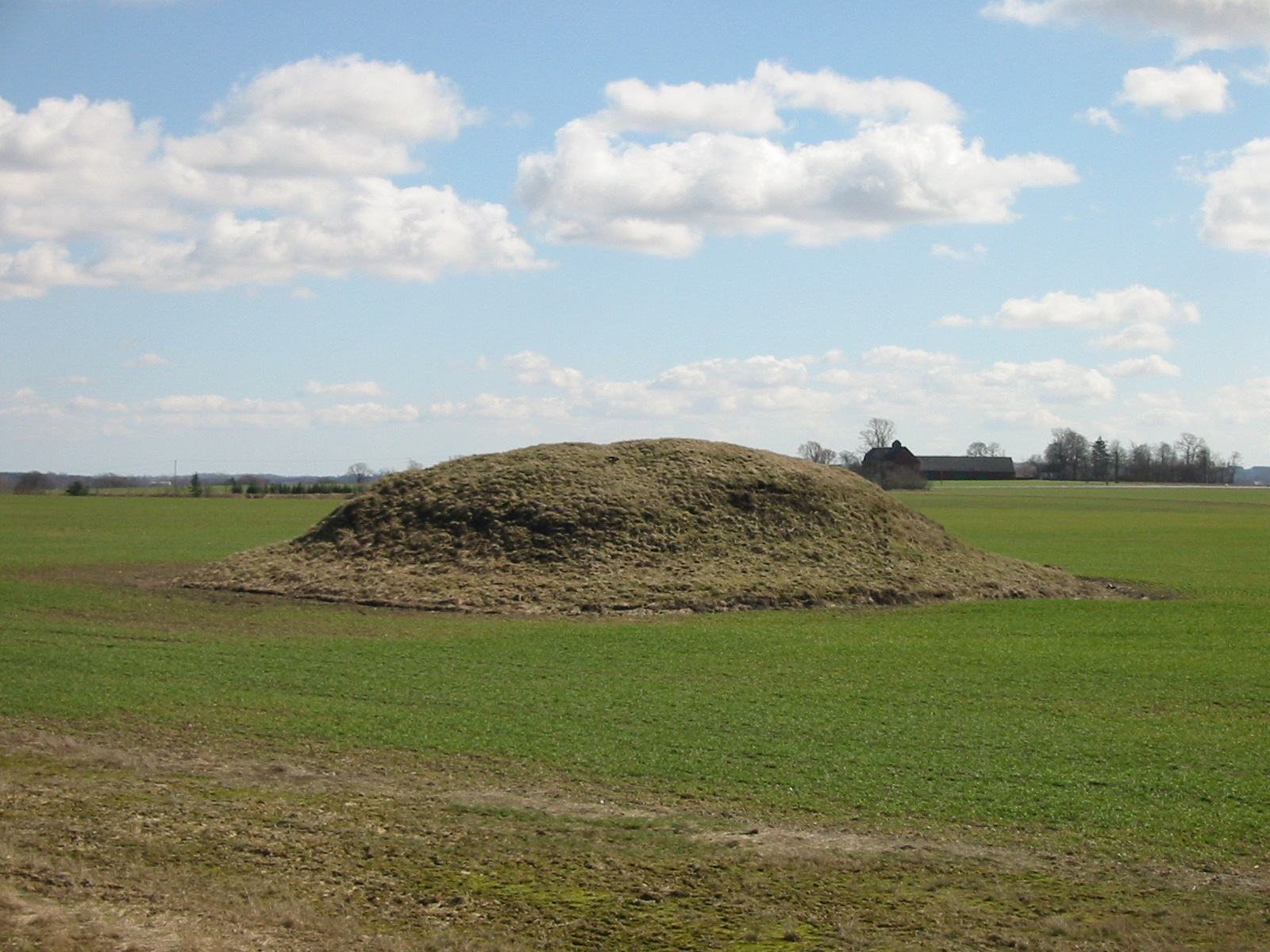
Túmulo funerario (gravhög) en Gårdstånga